# В поисках капитана Гранта
«В поисках капитана Гранта» (болг. По следите на капитан Грант) — советско-болгарский многосерийный телевизионный приключенческий фильм Станислава Говорухина по мотивам романа Жюля Верна «Дети капитана Гранта». Фильм снят на Одесской киностудии (СССР) и студии «Бояна» (Болгария) в 1985 году. В СССР впервые был показан по Первой программе Центрального телевидения Гостелерадио СССР с 13 по 21 мая 1986 года.
На XII Всесоюзном фестивале телевизионных фильмов телефильм получил приз жюри по разделу детских телефильмов.

## Сюжет
Фильм состоит из двух сюжетных линий. Первая рассказывает о жизни писателя Жюля Верна и истории создания и публикации романа «Дети капитана Гранта». Вторая разворачивает сюжет романа так, как он постепенно рождался в воображении писателя.
Лорд Гленарван и его жена Элен совершают свадебное путешествие в шотландских водах на яхте «Дункан». Экипаж корабля вылавливает акулу, во внутренностях которой находят бутылку из-под шампанского. Внутри неё лежат разъеденные морской водой бумаги на трёх языках с просьбой о помощи: английское судно «Британия» потерпело крушение, спастись удалось лишь двум матросам и капитану Гранту. Прослышав о находке, к лорду приезжают дети капитана.
После отказа английского правительства вести поиски лорд Гленарван сам решает отправиться на помощь герою Шотландии. Точно известно, что крушение произошло на 37-й параллели Южного полушария, но долгота неизвестна. В поисках капитана отважные шотландцы совершают по 37-й параллели кругосветное путешествие. К поискам капитана Гранта присоединяется французский учёный-географ и биолог Жак Паганель. Также существенную помощь в розысках экипажа судна «Британии» оказывает индеец Талькав, встретившийся экспедиции в Южной Америке.
В Патагонии путешественники на стороне индейцев племени пойуче вступают в схватку с охотниками за сокровищами (банда Боба Дёгтя и предателя индейцев Раймундо Скорсы).
В Австралии путешественники вступают в смертельную схватку с бандой разбойника Бена Джойса (бывшего боцмана «Британии»), пытающейся захватить «Дункан».
На протяжении поисков путешественникам приходится сталкиваться с различными природными катаклизмами, такими как сход снежной лавины, засуха, ливневые дожди, наводнение, извержение вулкана, а также терпеть жару, холод, отсутствие пресной воды, преодолевать непроходимые леса и горы.
В Новой Зеландии путешественники попадают в плен к кровожадному племени туземцев-каннибалов маори. Сбежав из плена, путешественники находят капитана Гранта и одного матроса с «Британии» на острове Марии-Терезы.
В финале фильма обе сюжетные линии объединяются, корабль Жюля Верна и «Дункан» с персонажами его романа встречаются в море.

## Список серий
| № | Название                                            | Показ в СССР |
| - | --------------------------------------------------- | ------------ |
| 1 | «С Жюлем Верном вокруг Света» «С Жул Верн по света» | 13 мая 1986  |
| 2 | «37 параллель» «37ият паралел»                      | 14 мая 1986  |
| 3 | «Талькав» «Талкав»                                  | 15 мая 1986  |
| 4 | «Золотой бог» «Златният бог»                        | 16 мая 1986  |
| 5 | «Бен Джойс» «Бен Джойс»                             | 19 мая 1986  |
| 6 | «В плену у каннибалов» «В плен на канибалите»       | 20 мая 1986  |
| 7 | «Робинзон Океании» «Робинзон на Океания»            | 21 мая 1986  |

## В ролях
| Актёр                | Роль                                              |
| -------------------- | ------------------------------------------------- |
| Владимир Смирнов     | Жюль Верн                                         |
| Лембит Ульфсак       | Жак Паганель (озвучил Алексей Золотницкий)        |
| Николай Ерёменко мл. | лорд Гленарван                                    |
| Тамара Акулова       | леди Элен Гленарван                               |
| Владимир Гостюхин    | майор Мак-Наббс                                   |
| Олег Штефанко        | капитан Джон Манглс                               |
| Анатолий Рудаков     | Олбинет / Анри                                    |
| Галина Струтинская   | Мери Грант                                        |
| Руслан Курашов       | Роберт Грант                                      |
| Улдис Ваздикс        | Вильсон (озвучил Юрий Саранцев)                   |
| Александр Абдулов    | Боб Дёготь (озвучил Алексей Инжеватов)            |
| Борис Хмельницкий    | капитан Гарри Грант (озвучил Владимир Сошальский) |
| Фёдор Одиноков       | Падди О’Мур                                       |
| Марина Влади         | Марко Вовчок (озвучила Ирина Мирошниченко)        |
| Коста Цонев          | Этцель                                            |
| Явор Милушев         | Талькав                                           |
| Аня Пенчева          | Онорина, жена Жюля Верна                          |
| Джордже Росич        | Айртон / Бен Джойс (озвучил Игорь Ефимов)         |
| Пётр Слабаков        | вождь индейцев (озвучил Игорь Ефимов)             |
| Лычезар Стоянов      | Раймундо Скорса (озвучил Александр Белявский)     |
| Марин Янев           | Надар (озвучил Александр Ширвиндт)                |
| Георгий Стоянов      | Том Остин (озвучил Александр Белявский)           |
| Рудольф Мухин        | бандит                                            |
| Владимир Жариков     | эпизод                                            |

## Съёмки фильма
Натурой для съёмок фильма послужили пейзажи Болгарии, пещера Проходна; Крым, акватория Чёрного моря. Сюжет о Патагонии снимался в окрестностях болгарского города Белоградчик. Также частично съёмки проводились в Париже, у Сены, на набережной Монтебелло. Съёмки перехода через Анды (2-я серия) проходили в Карачаево-Черкесии, близ посёлка Домбай. Съемки начала фильма, где воздушный шар Жюля Верна падает, проходили в городе Рыльске Курской области, на фоне Рыльского Свято-Николаевского мужского монастыря.
В качестве «Дункана» во время съёмок фильма была использована трёхмачтовая гафельная шхуна «Кодор» (относящаяся к парусным кораблям финской серии, построенным для Советского Союза и введённым в эксплуатацию в период с 1946 по 1953 год), под управлением капитана Олега Сенюка, специально переоборудованная для съёмок (в частности — добавлена бутафорская дымовая труба, из которой, согласно легенде о том, что «Дункан» — паровая яхта, должен был валить дым.). В романе «Дункан» — бриг, то есть двухмачтовое судно с прямыми парусами.
В титрах не упомянут барк «Горх Фок» («Товарищ»).

## Музыка к фильму
В фильме использована оркестровая увертюра Исаака Дунаевского из фильма «Дети капитана Гранта», первой советской экранизации романа 1936 года.